# Rabelados
Os Rabelados (do português rebelados) são uma comunidade religiosa que se encontra principalmente no interior da ilha de Santiago de Cabo Verde. Formaram-se a partir de grupos que se revoltaram contra as reformas na liturgia da Igreja Católica, introduzidas na década de 1940, e se isolaram do resto da sociedade, correndo hoje risco de extinção.

## História
Nos anos quarenta do século XX a Igreja Católica enviou para Cabo Verde alguns padres para substituir os locais, introduzindo alterações na celebração das missas e nos costumes religiosos, nomeadamente o ensino da religião. 
Alguns grupos da população rebelaram-se contra essas alterações. Conhecidos em crioulo como rabelados (rebelados, revoltados), passaram a exercer as suas antigas tradições na clandestinidade. 
Os Rabelados foram ridicularizados pelo resto da sociedade, denunciados e perseguidos. As autoridades desterraram-nos para outras ilhas e muitos chegaram a ser detidos.
Obrigada a formar grupos coesos para sobreviver, a comunidade dos Rabelados refugiou-se principalmente no interior de Santiago, nas zonas montanhosas de difícil acesso, nomeadamente nos concelhos do Tarrafal e de Santa Cruz. Nessas condições de semi-clandestinidade e isolamento foram preservadas as tradições religiosas e culturais e a independência face à hierarquia católica e ao poder político.

## Actualidade

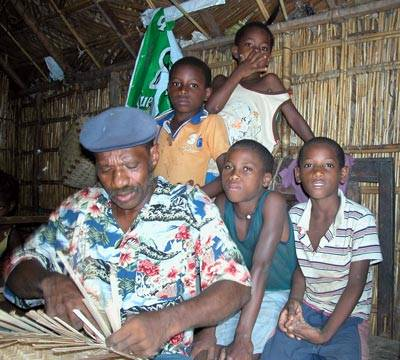
Nho Agostinho, antigo líder dos Rabelados, em Espinho Branco. Foto de Olav Aalberg, 2002

A maior comunidade de Rabelados vive actualmente em Espinho Branco. As habitações são muito simples e os Rabelados recusam símbolos de modernidade como rádio ou televisão, assumindo um cunho tendencialmente milenarista. Dedicam-se principalmente à agricultura, à pesca e ao artesanato. Os actos religiosos são realizados aos sábados ou domingos. Nesses dias não trabalham, percorrem grandes distâncias a pé até aos locais de culto e jejuam até meio da tarde.
Os Rabelados tendem a desaparecer, à medida que a geração mais velha vai morrendo. Os mais novos afastam-se das tradições religiosas e já não encontram sentido nas práticas dos seus antepassados. O chefe da comunidade, Nho Agostinho, morreu em 2006. O actual líder é Moisés Lopes Pereira. A comunidade em Espinho Branco é composta por cerca de 2000 pessoas. 
Recentemente houve alguma abertura ao exterior e estudos sobre esta comunidade. Júlio Monteiro escreveu Os rebelados da ilha de Santiago de Cabo Verde (Centro de Estudos de Cabo Verde, 1974). No ano 2004 foi gravado um CD com os cânticos religiosos dos Rabelados, que inclui temas tradicionais raramente interpretados por outros: Cânticos sagrados de Cabo Verde - A litania dos Rabelados (Abidjan/Quintalvideo). A pintora Misá também tem trabalhado na divulgação da cultura e tradições da comunidade, tendo levado pintores Rabelados, como Tchetcho, a participar na ARCO, Feira Internacional de Arte Contemporânea de Madrid, em Fevereiro de 2007, apesar da polémica sobre o envolvimento da artista plástica.
Historicamente, os Rabelados permanecem um símbolo da resistência e espírito de independência do cabo-verdiano face aos poderes instituídos.